# Arsiero
Arsiero är en ort och kommun i provinsen Vicenza i regionen Veneto i Italien. Kommunen hade 3 113 invånare (2018).